# Jens Riederer
Jens Jörg Riederer (* 8. Januar 1963 in Erfurt) ist ein deutscher Germanist und Archivar.

## Leben
Riederer studierte ab 1984 Geschichte und Germanistik an der Friedrich-Schiller-Universität Jena und promovierte dort 1995 mit der Arbeit Aufgeklärte Sozietäten und gesellige Vereine in Jena und Weimar zwischen Geheimnis und Öffentlichkeit 1730–1830. Sozialstruktuelle Untersuchungen und ein Beitrag zur politischen Kultur eines Kleinstaates. Von 1994 bis 1996 war er am Max-Planck-Institut für Geschichte in Göttingen und forschte über den Prozess der Alphabetisierung in Deutschland um 1800. Von 1996 bis 1998 qualifizierte sich Riederer für den höheren Archivdienst an der Archivschule Marburg, woran sich eine dreijährige Beschäftigung als wissenschaftlicher Bearbeiter von „Goethes Amtlichen Schriften“ am Thüringischen Hauptstaatsarchiv Weimar anschloss. Riederer ist seit 2001 Direktor des Stadtarchivs Weimar. Er ist Vorstandsmitglied der Weimarer Kunstgesellschaft. Weiterhin ist er Vorsitzender des thüringischen Landesverbands der deutschen Archivarinnen und Archivare.

## Werke (Auswahl)
- „… meine Wohnhäuser und das Landes-Industrie-Comptoir“ : zur Architektur- und Nutzungsgeschichte des Bertuchhauses : Festgabe zum 275. Geburtstag und 200. Todestag von Friedrich Justin Bertuch 2022, Weimarer Kunstgesellschaft von Cranach bis Rohlfs e.V., Weimar 2022.
- Exotische Inspiration : gesellige Teekultur in Weimar um 1800 : Begleitbuch zur Ausstellung der Stiftung Thüringer Schlösser und Gärten und der Klassik Stiftung Weimar im Kirms-Krackow-Haus und in Schloss Belvedere / Ausstellung und Texte Dr. Jens-Jörg Riederer, Stiftung Thüringer Schlösser und Gärten, Rudolstadt 2021.
- Mathilde von Freytag-Loringhoven, 1860–1941 : Malerin – Tierpsychologin – Kritikerin des Bauhauses : Begleitbuch zur Sonderausstellung Stadtmuseum Weimar, 12. Oktober 2019 bis 12. Januar 2020 / Antje Neumann-Golle und Jens Riederer ; unter Mitwirkung von Uta Junglas, Stadtmuseum Weimar, Weimar 2021.
- Aufgeklärte Sozietäten und gesellige Vereine in Jena und Weimar zwischen Geheimnis und Öffentlichkeit 1730–1830 : sozialstrukturelle Untersuchungen und ein Beitrag zur politischen Kultur eines Kleinstaates, Diss. Jena 1995.
- Jens Riederer, Marianne Kopp (Hrsg.): Als ich nach Weimar in die Pension kam... Aus Briefen und Erinnerungen von Agnes Miegel über ihre Zeit im Mädchenpensionat 1894 bis 1896. Agnes-Miegel-Gesellschaft e. V., Bad Nenndorf 2015, ISBN 978-3-928375-30-6.